# Городское ориентирование
Городско́е ориенти́рование — своеобразный вид спорта, включающий элементы интеллектуальной игры и получивший широкое распространение в начале XXI века.
Целью участников соревнований является поиск и достижение за кратчайшее время заданных организаторами контрольных пунктов. В отличие от классического спортивного, городское ориентирование располагает несколькими способами задания контрольных пунктов. Это могут быть адреса, местные названия и ориентиры, присущие городскому ландшафту, условные схемы и фотографии, комбинированные описания и городские загадки. Остальные правила уже оговариваются в зависимости от самого соревнования.
В зависимости от правил, соревнование может разрешать или запрещать различные виды транспорта:
- автомобиль, автомобильные соревнования проводятся преимущественно ночью в связи с меньшей загруженностью дорог;
- общественный транспорт (кроме такси);
- велосипед;
- на некоторых соревнованиях можно двигаться исключительно пешком.

В России впервые соревнования по городскому ориентированию под названием «Бегу́щий Го́род» были проведены группой энтузиастов в 2000 году в Санкт-Петербурге и стали затем ежегодными. Они и дали толчок к развитию целого ряда аналогичных и родственных проектов. Элементы городского ориентирования также используются в ночных поисковых играх.

## Автоквест
Автоквест — вид интеллектуально-подвижных игр, связанных с городским ориентированием. Цель игры — расшифровать место на обусловленной территории, а также действия, которые необходимо выполнить для прохождения задания. Прибыть на локацию раньше остальных команд, выполнить задание и перейти к следующему. Игра продолжается пока все задания не будут выполнены. Игра похожа на геокэшинг (в случае поиска тайников), однако длится она ограниченное время (от 3-х до 15-ти часов) или флешмоб (в случае поиска агента или выполнения действия, указанного в задании (например, идти по улице с веслом наперевес, распевая новогодние песни). Основными атрибутами игроков в автоквесты являются автомобиль, карта местности и фонари.
Автоквесты бывают не только игровые, но и краеведческие. Участники игры в определённый день скачивают через интернет задание, которое содержит множество фотографий и описаний исторических достопримечательностей, которые им предстоит отыскать и сфотографировать за отведённое время (как правило 1-2 выходных дня), а иногда и выполнить дополнительное задание по поиску какой-либо исторической информации. Обязательным элементом такого автоквеста является посещение музеев. Результаты, в виде фотографий и ответов на вопросы, отправляются организаторам по электронной почте. Такой тип автоквеста позволяет участникам совершать регулярные путешествия на собственном автомобиле по историческим местам России, не обладая никакими специальными навыками вождения или дополнительными знаниями. Вся необходимая для такого путешествия информация содержится в задании автоквеста. Как правило, в такое путешествие отправляются целыми семьями и за один уикенд получают массу новых знаний и впечатлений.